# 雷诺·努丁
雷诺·努丁（芬蘭語：Reino Nordin；1983年5月20日—），芬兰演员及音乐家。
他单独以及和他的乐队一起发行过几张专辑。他的最著名的单曲为《我投降》（Antaudun）。

## 外部连接
- 雷诺·努丁在互联网电影资料库（IMDb）上的資料（英文）